# 昌元縣
昌元縣是唐代昌州所屬的一個縣，乾元二年析置。宋代仍屬昌州。元廢，故治在今四川省榮昌縣昌龍鄉的獅子壩。